# Spiraeanthomyia hulthemiae
Spiraeanthomyia hulthemiae är en tvåvingeart som beskrevs av Fedotova 1991. Spiraeanthomyia hulthemiae ingår i släktet Spiraeanthomyia och familjen gallmyggor.
Artens utbredningsområde är Kazakstan. Inga underarter finns listade i Catalogue of Life.